# 田丸寛仁
田丸 寛仁（たまる ひろひと、1986年2月17日 - ）は、日本の起業家である。茨城県牛久市出身。2018年7月に株式会社bubbles(現 : 株式会社MashAid)を創業、同社、代取締役CEOに就任。

## 略歴
- 2013年5月、CROOZ, Inc.（クルーズ株式会社）入社。2018年3月に退職。
- 2018年7月、株式会社bubbles(現 : 株式会社MashAid)を創業、同社、代表取締役CEOに就任[1]。
- 2018年9月13日、株式会社Spotechを創業、同社、取締役に就任[2][出典無効]
- 2019年5月27日、GRIT株式会社を創業。同社、代取締役CEOに就任。